# کریف (روستا)
 غنام  به عربی ( الکریف )، روستایی است در دهستان وراق از توابع استان اِب در کشور یمن در شبه جزیره عربستان.

## جمعیت
جمعیت آن ( ۴۵) نفر (۴ خانوار) می‌باشد.